# Haut-Intyamon
Haut-Intyamon je obec v okrese Gruyère v kantonu Fribourg ve Švýcarsku. Žije zde přibližně 1 500 obyvatel.
Obec vznikla 1. ledna 2002 sloučením původně samostatných obcí Albeuve, Lessoc, Montbovon a Neirivue. Obecní úřad sídlí v Albeuve.

## Geografie

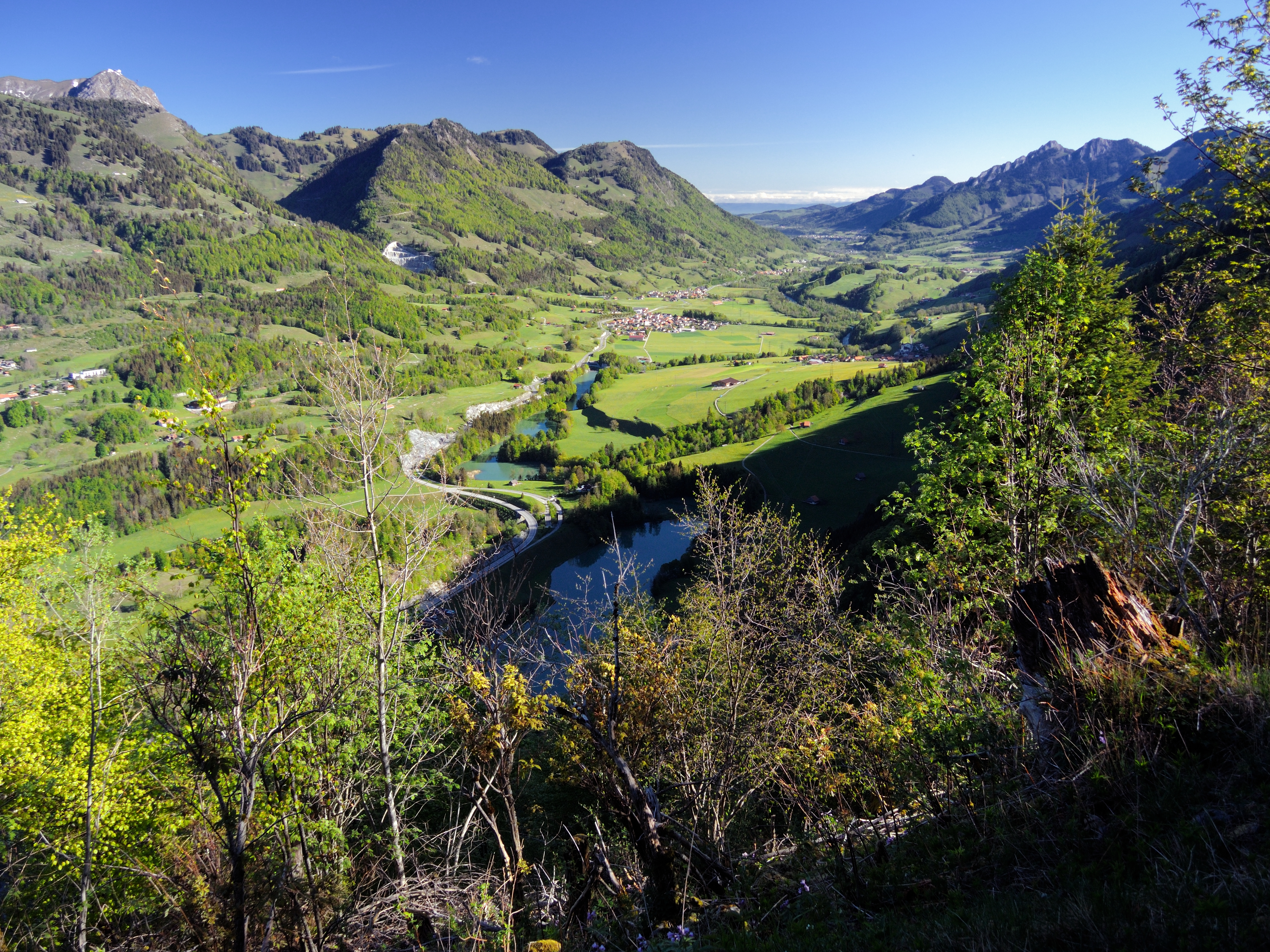
Údolí Intyamon u Montbovonu

Haut-Intyamon leží vzdušnou čarou asi 12 km jižně od okresního města Bulle. Obec se nachází v oblasti Haute-Gruyère, v údolí řeky Sány, zvaném Intyamon, ve Fribourských Alpách východně od masivu Moléson.
Území obce o rozloze 60,4 km² pokrývá část oblasti Haute-Gruyère ve Fribourských Alpách. Centrální část oblasti tvoří údolí Sány, které se táhne ve směru jih-jihozápad-severoseverovýchod. Severně od obce Lessoc tvoří Sána mělké údolí široké asi 1 km, jehož severní hranici tvoří kopcovitá krajina Les Cressets. Poblíž obce Lessoc se nachází velký suťový kužel potoka Torrent, který tlačí Sánu až k západnímu okraji údolí. Řeka je zde přehrazena a vytváří jezero Lessoc. Jižně od jezera se nachází pouze úzká údolní nížina; hranice prochází úzkým úsekem ohybu Sány mezi Montbovonem a La Tine.
Na východ od řeky Sány leží jen poměrně malá část obce. Zahrnuje povodí řeky Torrent, přičemž hranice probíhá po výšinách Les Millets (1886 m n. m.), Pra de Cray (nejvyšší bod Haut-Intyamon, 2090 m n. m.) a Pointe de Cray (2070 m n. m.).
Část obce západně od Sány je mnohem výrazněji rozdělena údolími Marive a Hongrin. První z nich odděluje soutěskou Evi dvě východní předhůří masivu Moléson, Vanil Blanc (1828 m n. m.) a Entre Deux Dents (1619 m n. m.). Západní hranice leží převážně na rozvodí mezi Sánou a oblastí Ženevského jezera (zároveň hlavní evropské rozvodí mezi Rýnem a Rhônou). Vede podél vápencových vrcholů masivu Moléson od severu k jihu přes Moléson (až 2002 m n. m.), Dent de Lys (2014 m n. m.), Vanil des Artses (1991 m n. m.), Cape au Moine (1941 m n. m.) a zasahuje na východní svah Rochers de Naye (až 1982 m n. m.). Na východní straně tohoto masivu se nacházejí rozsáhlé vysokohorské pastviny. Nejjižnější část území obce zaujímá dolní část údolí Hongrin.
V roce 1997 byla 2 % území obce pokryta zastavěnou plochou, 37 % lesy a lesními porosty, 48 % zemědělskou půdou a něco přes 13 % neproduktivní půdou.
Haut-Intyamon se skládá z obcí Neirivue (754 m n. m.), Albeuve (769 m n. m.), Lessoc (812 m n. m.) a Montbovon (797 m n. m.). Kromě toho jsou součástí obce také osady Le Buth (823 m n. m.) na terase východně od Sány, Les Sciernes-d’Albeuve (900 m n. m.) na svažité terase na východním úpatí Dent de Lys, Comba d’Avau (807 m n. m.) a Comba d’Amont (840 m n. m.) v údolí Hongrin, Vers les Moret (821 m n. m.) a Vers les Pichon (870 m n. m.) na levém břehu údolí Sány nad Montbovonem a řada osamocených farem a horských chat. Sousedními obcemi Haut-Intyamon jsou Châtel-Saint-Denis, Semsales, Gruyères, Bas-Intyamon a Grandvillard v kantonu Fribourg a Château-d’Oex, Rossinière, Veytaux, Montreux a Blonay – Saint-Légier v kantonu Vaud.

## Historie
Téměř celé území obce Haut-Intyamon (kromě Albeuve) patří od středověku k hrabství Gruyères. Poté, co poslední hrabě z Gruyères v roce 1554 vyhlásil bankrot, přešla oblast v roce 1555 pod vládu Fribourgu a byla přidělena ke komitátu Gruyères. Po pádu Staré švýcarské konfederace (1798) patřil Haut-Intyamon nejprve k prefektuře a od roku 1848 k okresu Gruyères.
Dne 26. června 2001 se voliči obcí Albeuve, Lessoc, Montbovon a Neirivue vyslovili přibližně 80% většinou pro sloučení obcí. Pro novou obec se diskutovalo o názvech Albeuve a Haut-Intyamon, přičemž obyvatelé upřednostňovali druhý z nich. Nová obec Haut-Intyamon, jejíž obecní úřad sídlí v Albeuve, vznikla s účinností od 1. ledna 2002.
Od roku 2012 je obec součástí regionálního přírodního parku Gruyère Pays-d’Enhaut.

## Obyvatelstvo

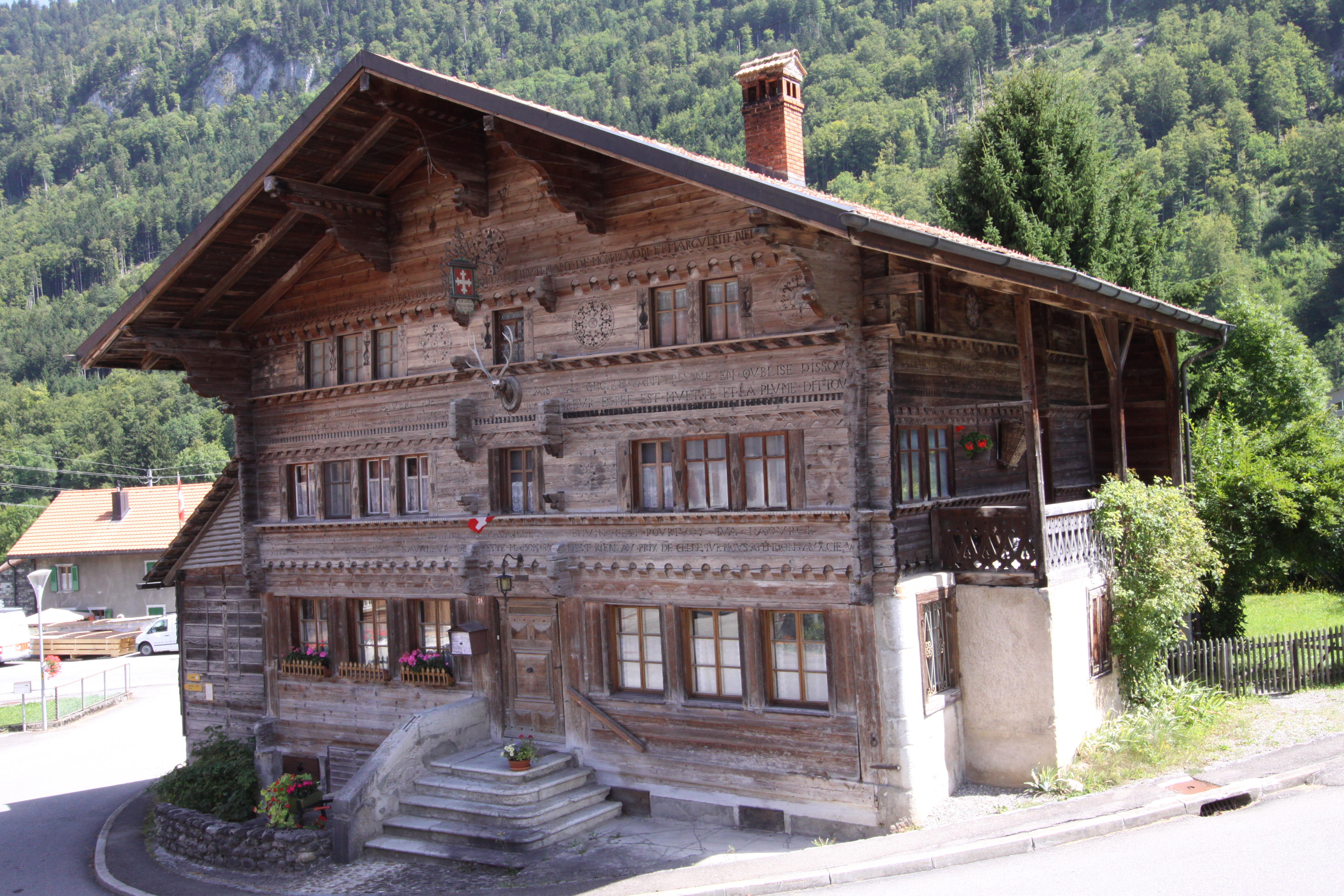
Tradiční architektura v obci

94,3 % obyvatel hovoří francouzsky, 3,1 % německy a 0,6 % španělsky (údaj z roku 2000). V roce 1900 žilo v Haut-Intyamonu celkem 1730 obyvatel. V průběhu 20. století počet obyvatel klesl o více než 30 % v důsledku silného vystěhovalectví a v roce 1980 dosáhl dočasného minima 1209 obyvatel. Od té doby počet obyvatel opět vzrostl (zejména v 80. letech 20. století).

## Hospodářství

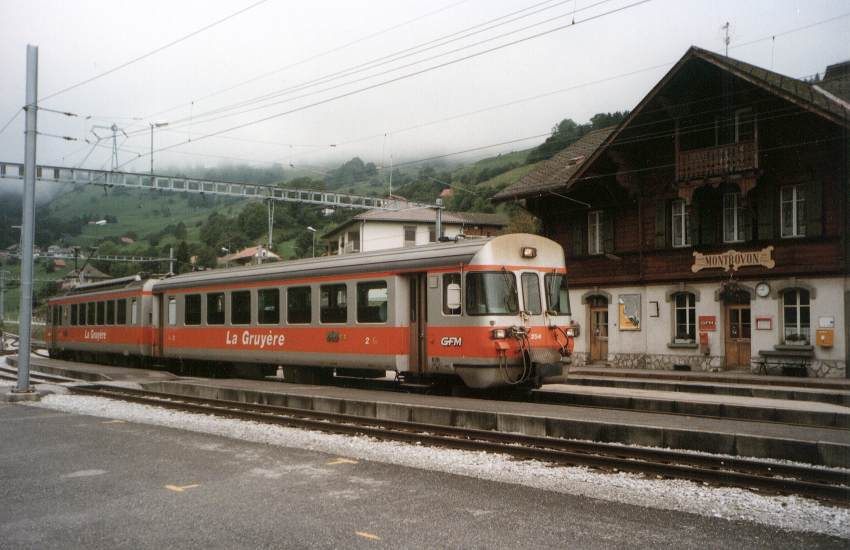
Železniční stanice Montbovon

Až do poloviny 20. století bylo Haut-Intyamon vesnicí, která se vyznačovala především zemědělstvím. Až do první světové války se v okolí Lessocu těžil mramor. I dnes hraje důležitou roli v obživě obyvatelstva chov dobytka a mlékárenství (pro výrobu sýra Gruyère) a v menší míře i orná půda. Obec má rozsáhlé vysokohorské pastviny pro letní chov dobytka.
Další pracovní příležitosti jsou k dispozici v místních malých podnicích a ve službách. V průběhu 20. století se v Haut-Intyamonu etablovaly drobné podniky v nábytkářském průmyslu, stavebnictví, mechanické dílny, truhlárny a pily. Vodní sílu řeky Sány využívá elektrárna v Montbovonu; v Lessocu jsou turbíny poháněny výškou hladiny pod nádrží, která existuje od roku 1972. V posledních desetiletích se Haut-Intyamon rozvíjí také jako rezidenční obec. Mnoho zaměstnanců proto dojíždí za prací především do oblasti Bulle.

## Doprava
Obec leží na hlavní silnici 190 z Bulle do Château-d’Oex. Jižně od Montbovonu vede tato silnice soutěskou Défilé de La Tine, kterou prochází hranice kantonu.
Údolím Hongrin vede silnice k vodní nádrži Lac de l’Hongrin. V Allières opouští tuto vedlejší silnici cesta k horskému sedlu Col de Jaman.
Dne 23. července 1903 byla zprovozněna železniční trať z Bulle do Montbovonu se stanicemi ve všech čtyřech obcích obce Haut-Intyamon. Montbovon leží také na trase dráhy Montreux-Berner-Oberland-Bahn; úsek Montreux–Montbovon byl slavnostně otevřen 1. října 1903 a pokračování do Saanenu 6. července 1905.